# 1655年教宗選舉秘密會議
1655年教宗選舉秘密會議於當年1月18日至4月7日間舉行，始於前教宗依諾增爵十世逝世，終於法比歐·齊吉（Fabio Chigi）樞機當選為新教宗歷山七世。選舉秘密會議開始後不久即陷入僵局，朱利歐·薩切蒂樞機屢次獲得33票支持，但未能達到當選所需之多數。應薩切蒂之請求，時任法蘭西政府首腦儒勒·马萨林樞機最終同意支持選舉齊吉為教宗。

## 背景
依諾增爵十世在教宗任內將其獨姪卡米洛·潘菲利擢升為樞機。潘菲利後來為了結婚放棄了樞機職位，其姪子樞機之職責多數轉由依諾增爵十世之嫂奧林匹亞·麥道基尼承擔。
依諾增爵十世在任期間，《威斯特伐利亚和约》之簽訂使三十年戰爭劃下句點，此為其任內最大之世俗事件。不過，教宗之代表並未參與和約交涉，而教宗本人在承認日耳曼境內新教地位之問題上亦未獲徵詢，故依諾增爵十世沒有批准和約，並呼吁世俗天主教領袖抵制，惟成效不大。依諾增爵十世於是拒絕擢升義大利以外地區出身者為樞機：他在任內總計只擢升了六位非義大利樞機，其中五位是天主教君主堅持應任命之代王樞機；其他40位獲擢升之樞機全部來自義大利。

## 選舉秘密會議
依諾增爵十世駕崩之時，樞機團共有69位樞機；66位出席此次選舉秘密會議，其中32位由依諾增爵十世或烏爾巴諾八世擢升。由於奧林匹亞·麥道基尼不是樞機，即便作為唯一對樞機發表過講話的女人，她仍然不能參與選舉秘密會議；這使選舉秘密會議欠缺天然之領導者。18位樞機選舉人屬於西班牙陣營，至於法蘭西陣營之勢力雖不如西班牙，不過有烏爾巴諾八世之姪法蘭西斯科·巴貝里尼樞機助陣，他有一位姪女嫁給了法蘭西陣營領導者里納爾多·埃斯特樞機之兄。巴貝里尼擁有約20位樞機選舉人之額外票源。
朱利歐·薩切蒂樞機曾是1644年選舉秘密會議中頗具機會當選教宗者，而這次他仍然是有力的候選人。不過，因為薩切蒂曾在前次選舉秘密會議中被西班牙方面否決，部分樞機並未投票給他。薩切蒂最初亦為時任法蘭西國家首席大臣儒勒·马萨林樞機偏好之人選。在第一輪投票中，薩切蒂獲得33張支持票，此一結果在之後數輪投票中屢次出現。早期投票中有大量選票沒有填寫屬意人選，至1月22日達到27票之多。這些選票主要來自依諾增爵十世所擢升之樞機，他們不希望有烏爾巴諾八世擢升之樞機當選；又其中有11張選票來自「飛行小組」派樞機，他們支持其他任何勢力所推舉對教宗職務有利之候選人。
選舉秘密會議之僵局持續不斷，一些比較年輕的樞機開始對年長樞機惡作劇以為娛樂；據稱，某位年長樞機甚至因為被年輕樞機扮鬼捉弄嚇到倒臥在冰冷的地板上面，結果罹患肺炎而逝世。此外，還有幾位樞機選舉人因為其他疾病被迫離開會場。

## 亞歷山大七世當選
薩切蒂在2月中意識到他已難以當選教宗，於是聯繫馬薩林，請求法蘭西方面改支持法比歐·齊吉（Fabio Chigi）樞機。依諾增爵十世逝世以前，即有臆測認為齊吉可能成為教宗候選人，且當代記述表示若不考慮選舉人因素，他是最稱職的人選。馬薩林並不喜歡齊吉，二人之恩怨可追溯至投石黨之亂期間，當時馬薩林流亡至科隆，而齊吉則為派駐該城市之聖座大使；不過，他最終被「飛行小組」派樞機說服，決定支持。
4月初，馬薩林回覆薩切蒂，同意在薩切蒂無法當選之情況下允許法蘭西陣營之樞機選舉人投票給齊吉；薩切蒂隨後請求支持他的樞機也改支持齊吉。4月7日第一輪投票，齊吉在獲得20張支持票以後，就被在場之樞機一致欢呼選為教宗。當選後，齊吉取名號為歷山七世。